# Жозеф Бернардо
Жозеф Бернардо (фр. Joseph Bernardo; 31 травня 1929 — 6 грудня 2023) — французький плавець.
Призер Олімпійських Ігор 1948, 1952 років.
Призер Чемпіонату Європи з водних видів спорту 1950 року.